# Manfred Hansmann
 Manfred Hansmann (* 29. April 1936 in Kassel; † 15. Juni 2009 in Altenahr) war ein deutscher Gynäkologe mit der Schwerpunkttätigkeit der Pränatalen Diagnostik und Therapie.

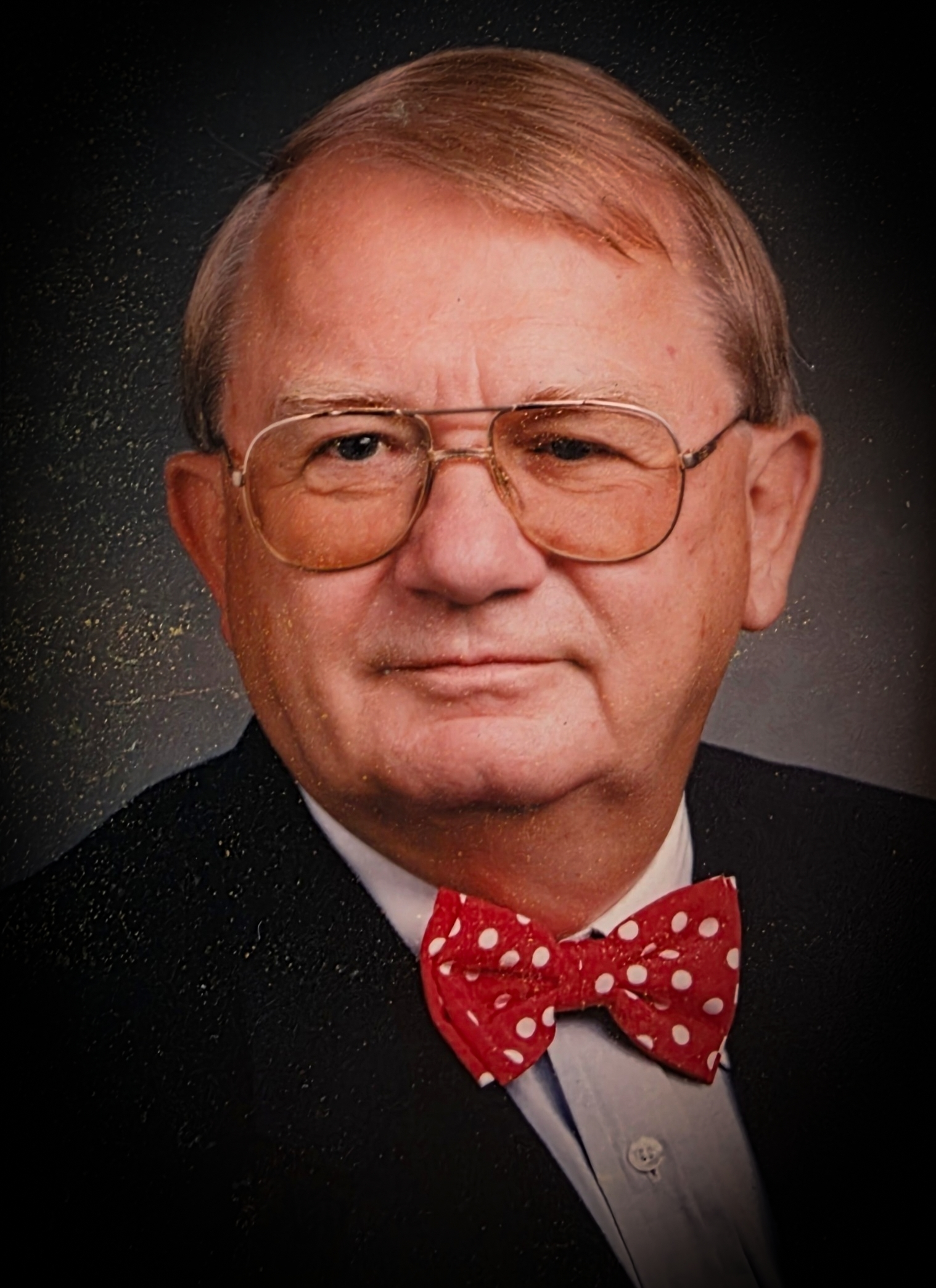
Manfred Erwin Heinrich Hansmann

## Leben
Hansmann studierte von 1958 bis 1960 Medizin in Frankfurt und anschließend bis 1964 in Heidelberg. Später war er am Kernforschungszentrum Karlsruhe tätig, wo er u. a. das Verhalten von Radionukliden in Säugetieren untersuchte. Dieses war auch Gegenstand seiner Promotion im Jahr 1964 an der Ruprecht-Karls-Universität Heidelberg. Später wechselte Hansmann nach Düsseldorf und an die Lukasklinik in Solingen.
Als Assistent ging Hansmann 1968 zur Universitätsklinikum Bonn. Hier wurde sein Interesse an der Sonografie geweckt, als er eines Tages ein lang vermisstes Ultraschallgerät in der Wäscherei der Uniklinik wieder fand. Er entwickelte neue Methoden in der geburtshilflichen Ultraschalldiagnostik und führte Kurven zur Gewichtsschätzung des Fetus aus definierten sonografischen Messungen ein. 1972 gelang ihm die erste ultraschallgeführte intrauterine Bluttransfusion bei einem Fetus mit Rhesus-Inkompatibilität.
1973 habilitierte Hansmann mit einem Thema der fetalen Biometrie in Bonn.
1978 wurde er Professor an der Universität Bonn. 1984 folgte die Berufung zum Direktor der Abteilung für pränatale Diagnose und Therapie sowie später der Abteilung für Geburtshilfe und Pränatalmedizin der UFK Bonn. Nach Überschreitung der Altersgrenze richtete er sich eine private Praxis in der Innenstadt von Bonn ein.
Manfred Hansmann wohnte zuletzt in Bad Honnef.

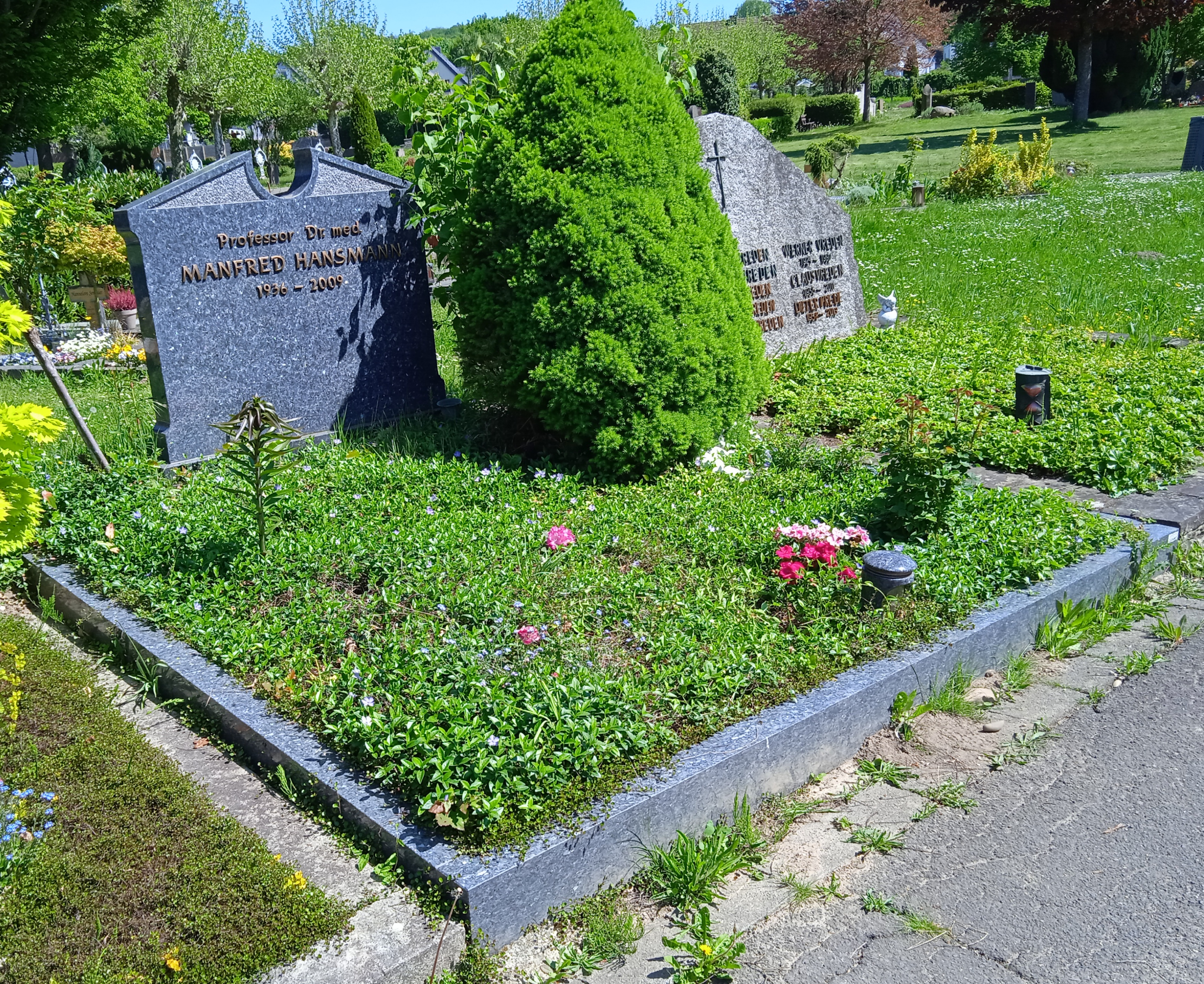
Grab von Manfred Hansmann auf dem Neuen Friedhof Bad Honnef

## Werk
Der Einsatz Hansmanns und anderer Ärzte für routinemäßige Ultraschalluntersuchungen bei Schwangeren führte 1979 zur Einführung der Trimester-Untersuchungen. Diese Untersuchungen wurden auch von anderen Ländern teilweise übernommen. Zeitweise war Hansmann Leiter der Deutschen Gesellschaft für Ultraschall in der Medizin (DEGUM) und Vizepräsident der International Society of Ultrasound in Obstetrices and Gynecology (ISUOG) sowie im Vorstand vieler perinatologischer, fetalmedizinischer nationaler und internationaler Gesellschaften.

## Auszeichnungen
- 1987: Honorary Fellow der AIUM (Amerikanische Gesellschaft der Ultraschallmedizin)
- 1988: Pioneer Award der World Federation of Ultrasound in Medicine and Biology (WFUMB)
- 1989: Maternité-Preis
- 1993: Ian Donald Gold-Medaille